# Bunnicula (série de televisão)
Bunnicula (Brasil: Bunnicula, O Vampiro Coelho / Portugal: Bunnicula) é uma série animada de televisão estado-unidense da Warner Bros. Animation, produzida por Borutski e Maxwell Atoms, desenvolvido por Jessica Borutski, e distribuído pela Warner Bros. Television. A série foi baseada nas séries de livros infantis de mesmo nome por James Howe e a falecida Deborah Howe.
Nos Estados Unidos, estreou no Cartoon Network e Boomerang em 6 de fevereiro de 2016. No Brasil, estreou no Boomerang em 6 de maio de 2016. Em Angola e Moçambique estreou no Boomerang em 21 de maio de 2016. Em Portugal, estreou no Cartoon Network em 25 de junho de 2018.
No dia 18 de janeiro de 2018, Jessica Borutski confirmou que a terceira temporada da série será a última.

## Sinopse
Ao se mudar para um lugar misterioso, Mina conhece o adorável coelho vampiro Bunnicula, que prefere, em vez de comer, sugar vitaminas e proteínas de cenouras e outros legumes para se fortalecer. Juntos, esses dois vivem muitas aventuras.

## Personagens
- Bunnicula - O coelho de estimação do Conde Drácula. Além disso, ele demonstra alguns traços de vampiro, como se esconder da luz solar, dormir em um caixão, voar com asas de morcego. Ele foi encontrado em uma câmara trancada no porão do complexo do apartamento onde Mina, Harold e Chester agora vivem. Ele fala, mas às vezes de uma forma mal-entendida (no entanto, Harold entende muito bem). Bunnicula se preocupa muito mesmo com Mina, causando condições que apresenta ela à loucura sobrenatural. Além disso, ele drena o suco de vegetais com suas presas e além dos  vegetais causarem várias reações ao coelho (por exemplo, abobrinha aumenta o seu pé e alho transforma ele em um esqueleto), também são os que alimentam ele. Apesar de se fisicamente muito  parecido com a sua contraparte dos livros, ele é muito diferente da versão original do personagem que aparece nos livros, em que ele não fala, não demonstra ter poderes sobrenaturais, embora seja uma dúvida frequente dos livros, e ninguém sabe (nos livros) se ele realmente é um vampiro ou não.
- Chester - Gato siamês de estimação de Mina. Ele é muitas vezes exasperado com Bunnicula e aterrorizado com os monstros e fenômenos sobrenaturais que acontece ao seu redor. Ele tem um pouco de ciúmes de Bunnicula, mas sempre se reconcilia com o coelho, pois o considera parte da família. Nos livros, ele é um gato excêntrico, malhado e alaranjado, cujas suspeitas de Bunnicula ser um vampiro sempre bagunçam a casa e irritam ou amedrontam Harold.
- Harold - Cão de estimação de Mina. Ele ama seus amigos Chester e Bunnicula, e sua dona, Mina. Tem pelos curtos, marrons e beges e é um vira-lata. Ele é muito alegre e positivo, bastante imaginativo e, às vezes, bem desatento. Nos livros, ele é um personagem mais pensativo e constantemente forçado a participar das excentricidades de Chester e Bunnicula. Sua aparência no livro também é notavelmente diferente, semelhante a um pastor inglês, embora ele afirma também ser descendente de cão russo ou lobo. Nos livros, ele também é mais inteligente, a ponto de saber escrever livros, sendo ele o narrador das histórias.
- Mina - Dona de Harold, Chester e Bunnicula, é uma garota de 14 anos que veio da América Central, mudou-se para Nova Orleans com seu pai. Foi visto na abertura que ela foi quem libertou Bunnicula de sua prisão no porão com uma chave que foi dada a ela por sua tia Marie. Tia Marie deixou um apartamento para Mina e seu pai. A mãe de Mina nunca é vista ou mencionada. Nos livros, ela não existe, mas sua personagem é equivalente a Toby Monroe, o dono dos animais que serve como personagem secundário.

## Elenco
- Chris Kattan - Bunnicula, Homem que Escova os Dentes, Pai de Mina
- Brian Kimmet - Harold, O Malvado de 20, Drácula, Gamer 2, Gato 2, Ator de televisão, Homem na Sala de Jantar, Officer Bacon, Plant, guaxinim 1, Vegetal Zombie
- Sean Astin - Chester, pássaro Engaiolado, Garlic Man, Nutty Pete, Officer Ham
- Kari Wahlgren - Mina, A Malvada de 20, Noiva do Bunnicula, Gato 1 Descolado, Cliente, Pato 1, Gata 1, Gata 2, Gata 3, Dama do Flashback, Autora de TV 1
- Ryan Alosio - Rato, Malvado de 80
- Eric Bauza - Gamer 1, Gamer 3, Patches
- Suzanne Blakeslee - Madame Accoutrement
- Yvette Nicole Brown - Sr. Varney
- Luenell - Esposa de Ted
- Arif S. Kinchen - Pato 2, Guaximim 2, Ted
- Grey DeLisle - Autora na TV 2, Madame Polodouri
- Brad Grusnick - Barata, Macaco Múmia, Cordeiro Aranha
- Kate Higgins - Becky, Avó, Mãe
- Richard Horvitz - Lugosi, Gato Mago Indiano
- Lara Jill Miller - 'Lil Capone
- Monie Mon - Marsha
- Sumalee Montano - Fluffy
- Daran Norris - Buraco do Indigno
- Jim Pirri - Grimbyte
- Stephen Stanton - Cavaleiro Coruja
- Audrey Wasilewski - Cassandra

## Dublagem
| Personagens | Dublagem              |
| ----------- | --------------------- |
| Bunnicula   | Fernando Mendonça     |
| Chester     | Manolo Rey            |
| Harold      | Pedro Azevedo         |
| Mina        | Ana Elena Bittencourt |
| Pai de Mina | Eduardo Borgerth      |

- Direção: Bruna Laynes
- Tradução: Rayani Immediato
- Créditos de dublagem: Malta Júnior
- Estúdio de dublagem: Delart

## Episódios

### Resumo
| Temporada | Temporada | Episódios    | Exibição original      | Exibição original      | Exibição no Brasil    | Exibição no Brasil     |
| Temporada | Temporada | Episódios    | Estreia de temporada   | Final de temporada     | Estreia de temporada  | Final de temporada     |
| --------- | --------- | ------------ | ---------------------- | ---------------------- | --------------------- | ---------------------- |
|           | 1         | 20           | 6 de fevereiro de 2016 | 21 de dezembro de 2017 | 6 de maio de 2016     | 30 de dezembro de 2016 |
|           | 2         | por anunciar | por anunciar           | por anunciar           | 4 de setembro de 2017 | por anunciar           |

### 1.ª Temporada (E.U.A.: 2016-2017; Brasil: 2016)
| Episódio (série) | Episódio (temp.) | Título                                                                          | Dirigido por     | Escrito por                                | Storyboards por                                 | Exibição original                                             | Audiência (em milhões) |
| --- | ---------------- | ------------------------------------------------------------------------------- | ---------------- | ------------------------------------------ | ----------------------------------------------- | ------------------------------------------------------------- | ---------------------- |
| 1 | 1                | "Trabalho Sujo (BR)" Assuntos do Mumkey (PT)" "Mumkey Business"                 | Jessica Borutski | Maxwell Atoms e Jessica Borutski           | Jessica Borutski                                | 6 de fevereiro de 2016 6 de maio de 2016 21 de maio de 2016   | 1,24                   |
| Quando Chester fica cansado das assombrações vampirescas de Bunnicula, ele decide prendê-lo de volta no porão durante o ataque do macaco mumificado que foi amaldiçoado após a chave ser tirada das mãos de Mina.                                                                                            |                  |                                                                                 |                  |                                            |                                                 |                                                               |                        |
| 2 | 2                | "Peixe Zumbi (BR)" "Walking Fish"                                               | Jessica Borutski | Jessica Borutski                           | Jessica Borutski                                | 6 de fevereiro de 2016 6 de maio de 2016 22 de maio de 2016   | 1,24                   |
| Bunnicula e Harold tocam algumas notas musicais em uma misteriosa gaita que atrai peixes zumbis para o apartamento. |                  |                                                                                 |                  |                                            |                                                 |                                                               |                        |
| 3 | 3                | "Cordeiro Aranha (BR)" "Spider Lamb"                                            | Maxwell Atoms    | Maxwell Atoms                              | Maxwell Atoms                                   | 13 de fevereiro de 2016 13 de maio de 2016 28 de maio de 2016 | 1,12                   |
| Bunnicula e Chester contam histórias para Harold dormir, mas um livro acaba libertando um cordeiro com poderes de aranha que tenta comer o Harold. Bunnicula e Chester então se unem para salvá-lo. |                  |                                                                                 |                  |                                            |                                                 |                                                               |                        |
| 4 | 4                | "Lágrimas de Crocodilo (BR)" "Alligator Tears"                                  | Jessica Borutski | Maxwell Atoms e Jessica Borutski           | Jessica Borutski                                | 13 de fevereiro de 2016 13 de maio de 2016 29 de maio de 2016 | 1,12                   |
| Quando uma fantasmagórica crocodila procura desesperadamente pelo seu brinco, está assombrando todos os esgotos e quando chora espalha uma maldição através do apartamento, apenas Bunnicula pode acertar as coisas antes de todo mundo se afogar em suas próprias lágrimas.                                 |                  |                                                                                 |                  |                                            |                                                 |                                                               |                        |
| 5 | 5                | "Harry Lamacento (BR)" "Muddy Harry"                                            | Maxwell Atoms    | Maxwell Atoms                              | Maxwell Atoms                                   | 20 de fevereiro de 2016 20 de maio de 2016 4 de junho de 2016 | 1,04                   |
| Harold encontra um monstro chamado Henry Lamacento que veio do espelho e com empolgação tenta apresentá-lo para Bunnicula e Chester. Mas o monstro desaparece no mesmo momento e Harold tenta encontrá-lo a qualquer custo.                                                                                  |                  |                                                                                 |                  |                                            |                                                 |                                                               |                        |
| 6 | 6                | "Assombrado (BR)" "Garlicked"                                                   | Jessica Borutski | Maxwell Atoms e Jessica Borutski           | Maxwell Atoms, Jessica Borutski e Frank Detrano | 27 de fevereiro de 2016 20 de maio de 2016 5 de junho de 2016 | 1,06                   |
| Quando Chester dá alho para Bunnicula remover seus poderes de vampiro, o seu pelo se espalha pelo chão e se torna um esqueleto. Chester precisa achar a solução para o problema antes da Mina descobrir que Bunnicula é um vampiro.                                                                          |                  |                                                                                 |                  |                                            |                                                 |                                                               |                        |
| 7 | 7                | "Quem É o Cavaleiro Coruja? (BR)" "Whooo Is... the Knight Owl"                  | Jessica Borutski | Maxwell Atoms e Jessica Borutski           | Jessica Borutski                                | 5 de março de 2016 27 de maio de 2016 11 de junho de 2016     | 1,24                   |
| Quando Chester percebe que Bunnicula não é suficiente para proteger o apartamento Orlock por forças sobrenaturais, ele introduz seus amigos para conhecerem o assombrado Cavaleiro Coruja - um defensor dedicado aos oprimidos que tentando proteger o apartamento acaba indo longe demais com seu trabalho. |                  |                                                                                 |                  |                                            |                                                 |                                                               |                        |
| 8 | 8                | "A Maldição (BR)" "Squeaky Doom"                                                | Robert F. Hughes | Robert F. Hughes e Maxwell Atoms           | Robert F. Hughes                                | 12 de março de 2016 27 de maio de 2016 12 de junho de 2016    | 0,98                   |
| Quando o espírito do guerreiro viquingue do mal, conhecido como Friendless Sven, o Destruidor retorna à vida em um brinquedo de frango do Harold, ele agora quer vingança contra quem prendeu ele, em primeiro lugar, nada menos que Bunnicula.                                                              |                  |                                                                                 |                  |                                            |                                                 |                                                               |                        |
| 9 | 9                | "Bunnicula Filho (BR)" "Son of Bunnicula"                                       | Matthew Whitlock | Maxwell Atoms e Matthew Whitlock           | Ian Wasseluk e Matthew Whitlock                 | 18 de junho de 2016 9 de setembro de 2016 28 de março de 2017 | por anunciar           |
| O coelho vampiro cria uma brincadeira com o Chester, disfarçando-se como um bebê. |                  |                                                                                 |                  |                                            |                                                 |                                                               |                        |
| 10 | 10               | "Vídeos de Gatos do Mal (BR)" "Evil Cat Videos"                                 | Maxwell Atoms    | Maxwell Atoms e Karl Hadrika               | Karl Hadrika                                    | 19 de junho de 2016 9 de setembro de 2016 28 de março de 2017 | por anunciar           |
| Chester não está agindo como ele mesmo ultimamente, mas o problema realmente não começou, até Bunnicula perceber que ele assistiu a uma fita de vídeocassete possuída. |                  |                                                                                 |                  |                                            |                                                 |                                                               |                        |
| 11 | 11               | "Loja de Horrores do Chester (BR)" "Chester's Shop of Horrors"                  | Matthew Whitlock | Josie Campbell e Karl Hadrika              | Karl Hadrika                                    | 16 de setembro de 2016 28 de março de 2017                    | por anunciar           |
| Chester dá luz a uma planta carnívora sinistra para dar susto em Bunnicula, mas a planta tem seus próprios planos. |                  |                                                                                 |                  |                                            |                                                 |                                                               |                        |
| 12 | 12               | "A Maldição do Cara Normal (BR)" "Curse of the Weredude"                        | Ian Wasseluk     | Maxwell Atoms e Ian Wasseluk               | Ian Wasseluk                                    | 16 de setembro de 2016 28 de março de 2017                    | por anunciar           |
| Bunnicula pede a ajuda de um amigo chamado Patches, um cara estranho e peludo cuja maldição é transmormar gatos comuns em pessoas comuns. Chester se torna o principal alvo do efeito amaldiçoado de Patches e vira uma pessoa de verdade.                                                                   |                  |                                                                                 |                  |                                            |                                                 |                                                               |                        |
| 13 | 13               | "Noiva do Bunnicula (BR)" "Bride of Bunnicula"                                  | Ian Wasseluk     | Darrick Bachman e Karl Hadrika             | Karl Hadrika                                    | 23 de setembro de 2016 28 de março de 2017                    | por anunciar           |
| Bunnicula dá vida a uma abobrinha e projeto de ciências da Mina com eletricidade estática de suas presas, e depois disso, acaba se apaixonando perdidamente por ela. Chester, que não gosta deste relacionamento assombroso, suspeita de que a abobrinha "namorada" do Bunnicula, seja do mal.               |                  |                                                                                 |                  |                                            |                                                 |                                                               |                        |
| 14 | 14               | "Nunca Mais (BR)" "Nevermoar"                                                   | Robert F. Hugues | Maxwell Atoms e Erin Kavanagh              | Erin Kavanagh                                   | 23 de setembro de 2016 30 de maio de 2017                     | por anunciar           |
| Um corvo que se alimenta da energia negativa das pessoas através da internet, planeja causar uma crise nas redes de tecnologia. Somente Bunnicula e Chester devem impedí-lo. |                  |                                                                                 |                  |                                            |                                                 |                                                               |                        |
| 15 | 15               | "Temporada do Coelho Vampiro (BR)" "Vampire Rabbit Season"                      | Ian Wasseluk     | Maxwell Atoms e Lane Raichert              | Lane Raichert                                   | 30 de dezembro de 2016 30 de maio de 2017                     | por anunciar           |
| Fluffy, uma cadela de caça destinada a caçar coelhos vampiros, tenta rastrear Bunnicula, até o Harold começar a se apaixonar perdidamente por ela. |                  |                                                                                 |                  |                                            |                                                 |                                                               |                        |
| 16 | 16               | "O Buraco dos Indígnos (BR)" "Hole of the Unworthy"                             | Robert F. Hugues | Karl Hadrika e Robert F. Hugues            | James Fujii e Karl Hadrika                      | 30 de setembro de 2016 30 de maio de 2017                     | por anunciar           |
| Um porquinho-da-índia vira o aprendiz de Bunnicula e ele planeja se livrar do Chester. |                  |                                                                                 |                  |                                            |                                                 |                                                               |                        |
| 17 | 17               | "Adote um Vampiro (BR)" "Adopt a Vampire"                                       | Robert F. Hugues | Darrick Bachman e Edward Rivera            | Edward Rivera                                   | 14 de outubro de 2016 30 de maio de 2017                      | ASA                    |
| Chester tenta vender Bunnicula, mas uma senhora acaba adotando Harold, sem ele perceber. |                  |                                                                                 |                  |                                            |                                                 |                                                               |                        |
| 18 | 18               | "Carrapato Vampiro (BR)" "Vampire Tick"                                         | Matthew Whitlock | Jessica Borutski e Matthew Whitlock        | Lane Raichert                                   | 30 de setembro de 2016 7 de novembro de 2017                  | ASA                    |
| Harold é amaldiçoado por um carrapato mal-assombrado e Bunnicula e Chester tentam ajudá-lo. |                  |                                                                                 |                  |                                            |                                                 |                                                               |                        |
| 19 | 19               | "Chef Fantasma (BR)" "Ghost Chef"                                               | Matthew Whitlock | Darrick Bachman e Erin Kavanagh            | Erin Kavanagh                                   | 7 de outubro de 2016 30 de maio de 2017                       | ASA                    |
| Bunnicula, Chester e Harold tentam melhorar o prato mal-preparado feito pela Mina com a ajuda de uma mulher cozinheira fantasmagórica. |                  |                                                                                 |                  |                                            |                                                 |                                                               |                        |
| 20 | 20               | "Casinha de Cachorro Mal-Assombrada (BR)" "Haunted Dog House"                   | Robert F. Hugues | Maxwell Atoms e Robert F. Hugues           | James Fujii                                     | 7 de outubro de 2016 30 de maio de 2017                       | ASA                    |
| Um espectro canino deixa muitas assombrações na casa nova de cachorro do Harold e ele tenta investigá-lo, contando com a ajuda de Bunnicula e Chester. |                  |                                                                                 |                  |                                            |                                                 |                                                               |                        |
| 21 | 21               | "Filtro dos Sonhos (BR)" "Dreamcatcher"                                         | Maxwell Atoms    | Maxwell Atoms e Erin Kavanagh              | Erin Kavanagh                                   | 14 de outubro de 2016 30 de maio de 2017                      | ASA                    |
| Bunnicula, Chester e Harold ficam presos no pesadelo da Mina após Bunnicula comprar um filtro de sonhos amaldiçoado. |                  |                                                                                 |                  |                                            |                                                 |                                                               |                        |
| 22 | 22               | "O Retorno da Maldição do Lobismano (BR)" "The Return of the Curse of Weredude" | Ian Wasseluk     | Karl Hadrika e Ian Wasseluk                | Karl Hadrika                                    | 21 de outubro de 2016 6 de novembro de 2017                   | ASA                    |
| Patches retorna e pede a ajuda de Chester para impressionar uma gata lilás chamada Elvira, se colocando em seu lugar e transformá-la na namorada de Patches. Mas, Chester acaba levando a paquera muito a sério, o levando a trair Patches.                                                                  |                  |                                                                                 |                  |                                            |                                                 |                                                               |                        |
| 23 | 23               | "Gatula (BR)" "Catula"                                                          | Matt Whitlock    | Ben Joseph e Matt Whitlock                 | Matt Whitlock                                   | 21 de outubro de 2016 30 de maio de 2017                      | ASA                    |
| Chester pensa que vai se transformar em um vampiro após levar uma mordida no dedo pelo Bunnicula. |                  |                                                                                 |                  |                                            |                                                 |                                                               |                        |
| 24 | 24               | "Pata da Sorte (BR)" "Lucky Vampire's Foot"                                     | Matt Whitlock    | Ben Joseph e Matt Sullivan                 | Matt Sullivan                                   | 28 de outubro de 2016 30 de maio de 2017                      | ASA                    |
| Chester pega "emprestado" o pé do Bunnicula para conseguir um pouco de sorte. |                  |                                                                                 |                  |                                            |                                                 |                                                               |                        |
| 25 | 25               | "Karaomedo (BR)" "Scaraoke"                                                     | Maxwell Atoms    | Darrick Bachman e Lane Raichert            | Lane Raichert                                   | 28 de outubro de 2016 30 de maio de 2017                      | ASA                    |
| Um cantor fantasmagórico causa má sorte na Mina e Bunnicula, Chester e Harold tentam pará-lo. |                  |                                                                                 |                  |                                            |                                                 |                                                               |                        |
| 26 | 26               | "Pimenta Fantasma (BR)" "Ghost Pepper"                                          | Maxwell Atoms    | Joseph Adams e Darrick Bachman             | Joseph Adams                                    | 4 de novembro de 2016 30 de maio de 2017                      | ASA                    |
| Bunnicula acaba libertando um espírito de fogo depois de comer demais uma quantidade de pimentas vermelhas picantes. |                  |                                                                                 |                  |                                            |                                                 |                                                               |                        |
| 27 | 27               | "Namoro de Brinquedo (BR)" "Dating for Dummies"                                 | Ian Wasseluk     | Karl Hadrika, Erin Kavanagh e Ian Wasseluk | Karl Hadrika e Erin Kavanagh                    | 4 de novembro de 2016 30 de maio de 2017                      | ASA                    |
| Bunnicula deve derrotar um boneco de madeira amaldiçoado que hipnotizou o pai da Mina e uma ventríloqua. |                  |                                                                                 |                  |                                            |                                                 |                                                               |                        |
| 28 | 28               | "Dia de Sol (BR)" "Sunn Day Bunn Day"                                           | Matthew Whitlock | Lane Raichert e Matthew Whitlock           | Lane Raichert                                   | 11 de novembro de 2016 30 de maio de 2017                     | ASA                    |
| Bunnicula tenta fugir das luzes solares antes que se transforme em um pó de vampiro coelho. |                  |                                                                                 |                  |                                            |                                                 |                                                               |                        |
| 29 | 29               | "Urshee (BR)" "Bearshee"                                                        | Maxwell Atoms    | Maxwell Atoms                              | Maxwell Atoms                                   | 11 de novembro de 2016 6 de novembro de 2017                  | ASA                    |
| Bunnicula, Chester e Harold recebem a visita de uma ursa sobrenatural. |                  |                                                                                 |                  |                                            |                                                 |                                                               |                        |
| 30 | 30               | "Cuidado com o Apartamento 13 (BR)" "Beware Apartment 13!"                      | Ian Wasseluk     | Karl Hadrika e Ian Wasseluk                | Karl Hadrika                                    | 18 de novembro de 2016 6 de novembro de 2017                  | ASA                    |
| Bunnicula, Chester e Harold investigam misteriosos ladrões toupeiras que estão assaltando o prédio da Mina. |                  |                                                                                 |                  |                                            |                                                 |                                                               |                        |
| 31 | 31               | "Desafio de Louco (BR)" "Puzzle Madness"                                        | Maxwell Atoms    | Matt Sullivan e Matthew Whitlock           | Matt Sullivan                                   | 18 de novembro de 2016 6 de novembro de 2017                  | ASA                    |
| Chester e Harold tentam resolver um jogo de charadas do Bunnicula. |                  |                                                                                 |                  |                                            |                                                 |                                                               |                        |
| 32 | 32               | "Colar da Loucura (BR)" "Collar Me Crazy"                                       | Erik Knutson     | Joseph Adams e H. Caldwell Tanner          | Joseph Adams                                    | 25 de novembro de 2016 7 de novembro de 2017                  | ASA                    |
| Bunnicula se transforma em um coelho fofinho e bonzinho ao usar uma coleira dada de presente para ele pela Mina. Depende de Chester e Harold fazê-lo voltar ao normal quando um babuíno aparece no território da casa deles.                                                                                 |                  |                                                                                 |                  |                                            |                                                 |                                                               |                        |
| 33 | 33               | "Garotos do Calendário (BR)" "Calendar Boys"                                    | Erik Knutson     | Darrick Bachman e Brendon Kruse            | Brendon Kruse                                   | 25 de novembro de 2016 7 de novembro de 2017                  | ASA                    |
| Chester e Harold tentam impedir Bunnicula de tirar uma foto que não tenha o seu reflexo. |                  |                                                                                 |                  |                                            |                                                 |                                                               |                        |
| 34 | 34               | "Menino de Bruxelas (BR)" "Brussel Boy"                                         | Matthew Whitlock | H. Caldwell Tanner e Matthew Whitlock      | Matthew Whitlock                                | 2 de dezembro de 2016 7 de novembro de 2017                   | ASA                    |
| Bunnicula, Chester e Harold conhecem um garoto que foi amaldiçoado e transformado em uma verdura de couve de bruxelas. |                  |                                                                                 |                  |                                            |                                                 |                                                               |                        |
| 35 | 35               | "Chesteroldcula (BR)" "Chesteroldcula"                                          | Matthew Whitlock | Ben Joseph e Matthew Whitlock              | Edward Rivera                                   | 9 de dezembro de 2016 8 de novembro de 2017                   | ASA                    |
| Uma joia mágica deixa Bunnicula, Chester e Harold fundidos juntos e terão que se livrar dela para quebrarem a maldição e voltarem a ficar separados. |                  |                                                                                 |                  |                                            |                                                 |                                                               |                        |
| 36 | 36               | "Retrato de Família (BR)" "Family Portrait"                                     | Ian Wasseluk     | Ian Wasseluk, Karl Hadrika e Erin Kavanagh | Karl Hadrika e Erin Kavanagh                    | 9 de dezembro de 2016 8 de novembro de 2017                   | ASA                    |
| Uma obra de arte pintada em um quadro transporta Mina, seu pai e seus amigos para uma dimensão esquisita liderada por um gótico. Enquanto isso, Bunnicula, Chester e Harold tentam salvá-los imeditamente do quadro assombrado.                                                                              |                  |                                                                                 |                  |                                            |                                                 |                                                               |                        |
| 37 | 37               | "Meu Amigo Imaginário (BR)" "My Imaginary Friend"                               | Ian Wasseluk     | Ian Wasseluk e Joseph Adams                | Joseph Adams                                    | 16 de dezembro de 2016 8 de novembro de 2017                  | ASA                    |
| Bunnicula, Chester e Harold tentam derrotar o amigo imaginário da Mina, usando as suas imaginações. |                  |                                                                                 |                  |                                            |                                                 |                                                               |                        |
| 38 | 38               | "Sem Sustos (BR)" "Never Been Scared"                                           | Erik Knutson     | Ian Wasseluk e Erin Kavanagh               | Erin Kavanagh                                   | 16 de dezembro de 2016 8 de novembro de 2017                  | ASA                    |
| Bunnicula, Chester e Harold tentam mostrar para Mina, um monstro sobrenatural de verdade. |                  |                                                                                 |                  |                                            |                                                 |                                                               |                        |
| 39 | 39               | "Problema Suculento (BR)" "The Juice Problem"                                   | Maxwell Atoms    | Maxwell Atoms                              | Maxwell Atoms                                   | 23 de dezembro de 2016 9 de novembro de 2017                  | ASA                    |
| Chester abusa do poder do Bunnicula de se transformar em vários monstros quando ele dá para ele, uma embalagem de suco extra-forte para limpar a casa da Mina. |                  |                                                                                 |                  |                                            |                                                 |                                                               |                        |
| 40 | 40               | "Sem Convite (BR)" "Uninvited"                                                  | Ian Wasseluk     | Maxwell Atoms e Erin Kavanagh              | Erin Kavanagh                                   | 23 de dezembro de 2016 14 de novembro de 2017                 | ASA                    |
| Bunnicula descobre que Mina e suas amigas compraram um brinquedo mágico que ganha vida e a única forma de impedí-lo de comer as meninas, é tirando o gorrinho que dá vida ao gnomo antes que seja tarde demais.                                                                                              |                  |                                                                                 |                  |                                            |                                                 |                                                               |                        |

### 2.ª Temporada (Brasil: 2017-presente)
| Episódio (série) | Episódio (temp.) | Título                                                                        | Dirigido por                            | Escrito por   | Exibição original      |
| --- | ---------------- | ----------------------------------------------------------------------------- | --------------------------------------- | ------------- | ---------------------- |
| 41 | 1                | "O Inhame Invisível (BR)" "The Invisible Yam"                                 | William Ruzicka                         | Maxwell Atoms | 4 de setembro de 2017  |
| Bunnicula acidentalmente come um inhame estragado que faz ele se tornar invisível.                                                                             |                  |                                                                               |                                         |               |                        |
| 42 | 2                | "Indistinguível de Magia (BR)" "Indistinguishable from Magic"                 | George Kapriellan e Shaunt Nigoghossian | Maxwell Atoms | 11 de setembro de 2017 |
| Chester tenta descobrir a razão dos poderes sobrenaturais do Bunnicula com a ajuda da ciência.                                                                 |                  |                                                                               |                                         |               |                        |
| 43 | 3                | "Pegadinhas Memoráveis (BR)" "Pranks for the Memories"                        | Andy Thom                               | Maxwell Atoms | 18 de setembro de 2017 |
| Bunnicula e Chester fazem um duelo de pegadinhas apavorantes.                                                                                                  |                  |                                                                               |                                         |               |                        |
| 44 | 4                | "A Vingança da Maldição do Lobismano (BR)" "The Revenge of Curse of Weredude" | George Kapriellan e Shaunt Nigoghossian | Maxwell Atoms | 25 de setembro de 2017 |
| Bunnicula, Chester e Harold tentam impedir Patches de chegar perto da lua que pode transformá-lo em gato ou pessoa na frente do Pai da Mina a qualquer minuto. |                  |                                                                               |                                         |               |                        |
| 45 | 5                | "Serviço Secreto da Mina (BR)" "On Mina's Secret Service"                     |                                         | Maxwell Atoms | 2 de outubro de 2017   |
| Harold se torna o cão de segurança da Mina e Bunnicula e Chester tentam impedí-lo de se sacrificar.                                                            |                  |                                                                               |                                         |               |                        |
| 46 | 6                | "Porãomandra (BR)" "Cellarmander"                                             |                                         |               | 9 de outubro de 2017   |
| Um monstro em forma de salamandra causa desastres durante um dia de chuva na casa de Bunnicula, Harold e Chester.                                              |                  |                                                                               |                                         |               |                        |
| 47 | 7                | "De Olho na Sereia (BR)" "Eyes Have It"                                       |                                         |               | 16 de outubro de 2017  |
| O olho de Bunnicula cai no esgoto e agora ele, Chester e Harold devem resgatá-lo de estranhas criaturas escamosas com caldas de sereia que moram por lá.       |                  |                                                                               |                                         |               |                        |
| 48 | 8                | "Chips e Salsa (BR)" "Chips and Salsa"                                        |                                         |               | 23 de outubro de 2017  |
| Chester e Harold procuram por Bunnicula durante um dia de farra no clube dos monstros.                                                                         |                  |                                                                               |                                         |               |                        |

## Transmissão mundial
| País                  | Canal                                                            | Data de estreia        | Referências |
| --------------------- | ---------------------------------------------------------------- | ---------------------- | ----------- |
| Estados Unidos        | Cartoon Network Boomerang                                        | 6 de fevereiro de 2016 | [ 2 ]       |
| Canadá                | Teletoon                                                         | 2 de abril de 2016     | [ 9 ]       |
| Reino Unido / Irlanda | Boomerang Reino Unido e Irlanda                                  | 2 de maio de 2016      | [ 10 ]      |
| América Latina        | Boomerang América Latina Cartoon Network América Latina e Brasil | 6 de maio de 2016      | [ 11 ]      |
| Brasil                | Boomerang América Latina Cartoon Network América Latina e Brasil | 6 de maio de 2016      | [ 3 ]       |
| Países Baixos         | Boomerang Holanda                                                | 10 de maio de 2016     | [ 12 ]      |
| Bélgica               | Boomerang Holanda                                                | 10 de maio de 2016     | [ 12 ]      |
| Angola / Moçambique   | Boomerang (Angola e Moçambique)                                  | 21 de maio de 2016     |             |
| Alemanha              | Boomerang Alemanha                                               | 23 de maio de 2016     | [ 13 ]      |
| Áustria               | Boomerang Alemanha                                               | 23 de maio de 2016     | [ 13 ]      |
| Suíça                 | Boomerang Alemanha                                               | 23 de maio de 2016     | [ 13 ]      |
| África                | Boomerang África                                                 | 11 de junho de 2016    | [ 14 ]      |
| Chipre                | Boomerang África                                                 | 11 de junho de 2016    | [ 14 ]      |
| Grécia                | Boomerang África                                                 | 11 de junho de 2016    | [ 14 ]      |
| Mundo Árabe           | Boomerang África                                                 | 11 de junho de 2016    | [ 14 ]      |
| Polónia               | Boomerang Polónia                                                | 20 de junho de 2016    | [ 15 ]      |
| Bulgária              | Boomerang Europa Central e Oriental                              | 20 de junho de 2016    |             |
| Hungria               | Boomerang Europa Central e Oriental                              | 20 de junho de 2016    |             |
| Roménia               | Boomerang Europa Central e Oriental                              | 20 de junho de 2016    |             |
| Rússia                | Boomerang Europa Central e Oriental                              | 20 de junho de 2016    |             |
| Austrália             | Boomerang Oceânia                                                | 18 de julho de 2016    | [ 16 ]      |
| Nova Zelândia         | Boomerang Oceânia                                                | 18 de julho de 2016    | [ 16 ]      |
| Turquia               | Boomerang Turquia                                                | por anunciar           |             |
| Portugal              | Cartoon Network Portugal                                         | 25 de junho de 2018    | [ 4 ]       |